# Abraham Vater
Abraham Vater (9 de diciembre de 1684, Wittenberg - 18 de noviembre de 1751, Wittenberg), fue un médico alemán especialista en anatomía, describió la papila duodenal que lleva su nombre ("Ampolla de Vater") y facilitó la identificación de los corpúsculos táctiles denominados de "Vater-Pacini".

## Biografía
Abraham Vater era hijo del físico de Wittenberg Christian Vater (1651-1732). Entró en la Universidad de Wittenberg en 1702, donde estudió primero Filosofía y luego Medicina. 
Obtuvo su doctorado en Filosofía en 1706, y cuatro años más tarde, en 1710, defiende una tesis para el título de médico en la ciudad de Leipzig. 
Posteriormente viajó en una gira científica por Alemania, Holanda e Inglaterra. En Ámsterdam visitó a Frederik Ruysch (1638-1731). Después de su retorno a Wittenberg dos años más tarde fue habilitado como docente.
En 1719, Vater fue nombrado Profesor Extraordinario de Anatomía y Botánica, y un año más tarde esta ocupación fue convertida en un Alto Profesorado. En esta posición Vater fundó un "Museo de Anatomía" que contribuyó a agrandar aún más su fama. En 1737 lo asignaron a la posición de Patología, pero él mismo nunca enseñó esta disciplina, sino que siguió concentrado en enseñar Anatomía. En 1746 fue designado como profesor de Terapia, posición que ocupó hasta su fallecimiento.
Albrecht Von Haller (1708-1777) promovió la reimpresión de un gran número de libros escritos por Vater.